# Parkia
Parkia es un género de plantas con flores perteneciente a la familia  Fabaceae. Subfamilia Mimosoideae.
En 1995, unas 31 especies eran conocidas. Cuatro más han sido descubiertas desde entonces. La especie tipo del género es: Parkia biglobosa.
Se distribuye por los trópicos, con cuatro especies en África, unos 10 en Asia, y veinte en los neotrópicos.

## Especies
- Parkia barnebyana
- Parkia bicolor
- Parkia biglobosa - néré
- Parkia biglandulosa
- Parkia filicoidea
- Parkia javanica
- Parkia lutea
- Parkia madagascariensis
- Parkia nana
- Parkia paya
- Parkia platycephala
- Parkia speciosa - petai, twisted cluster bean, stink bean
- Parkia timoriana
- Parkia pendula

## Galería

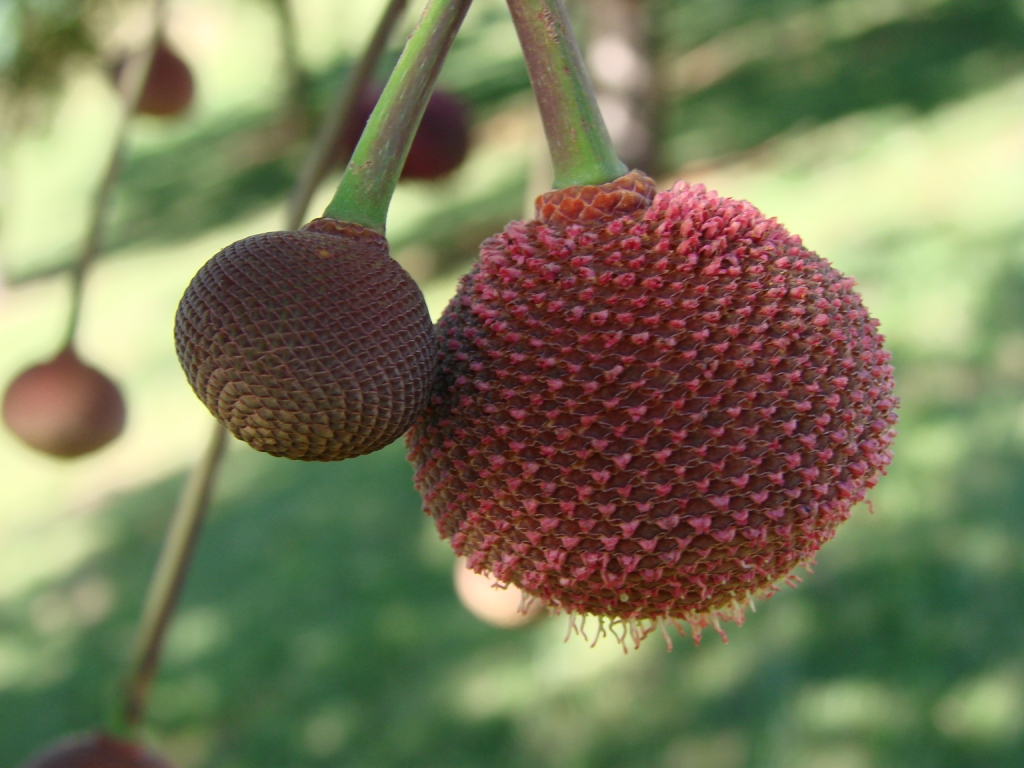
Frutos de Parkia platycephala
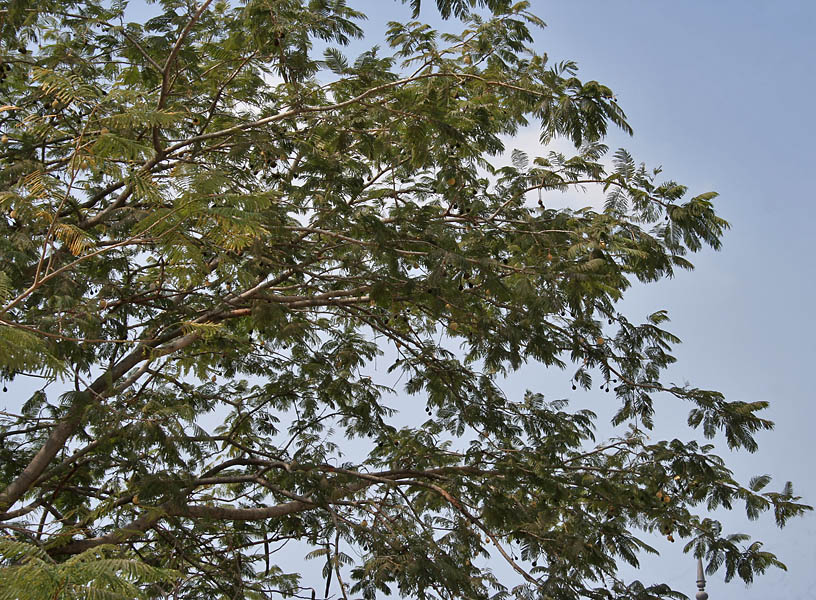
Parkia biglandulosa follaje, fruto & flores en Hyderabad, India.
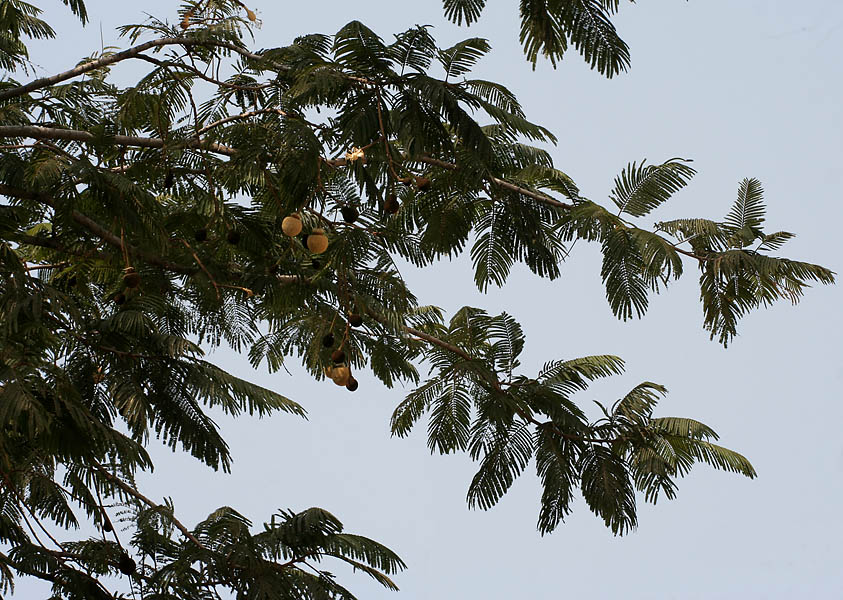
Parkia biglandulosa follaje, fruto & flores en Hyderabad, India.
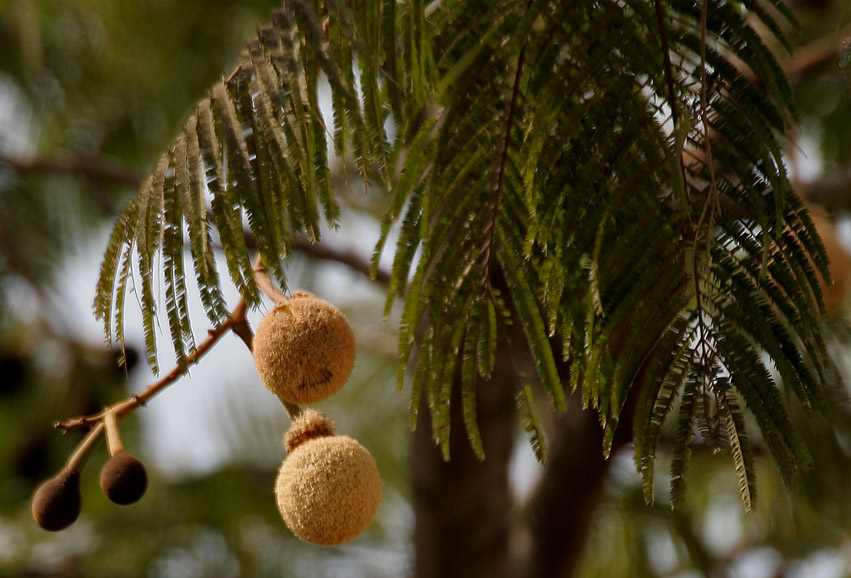
Parkia biglandulosa follaje, fruto & flores en Hyderabad, India.
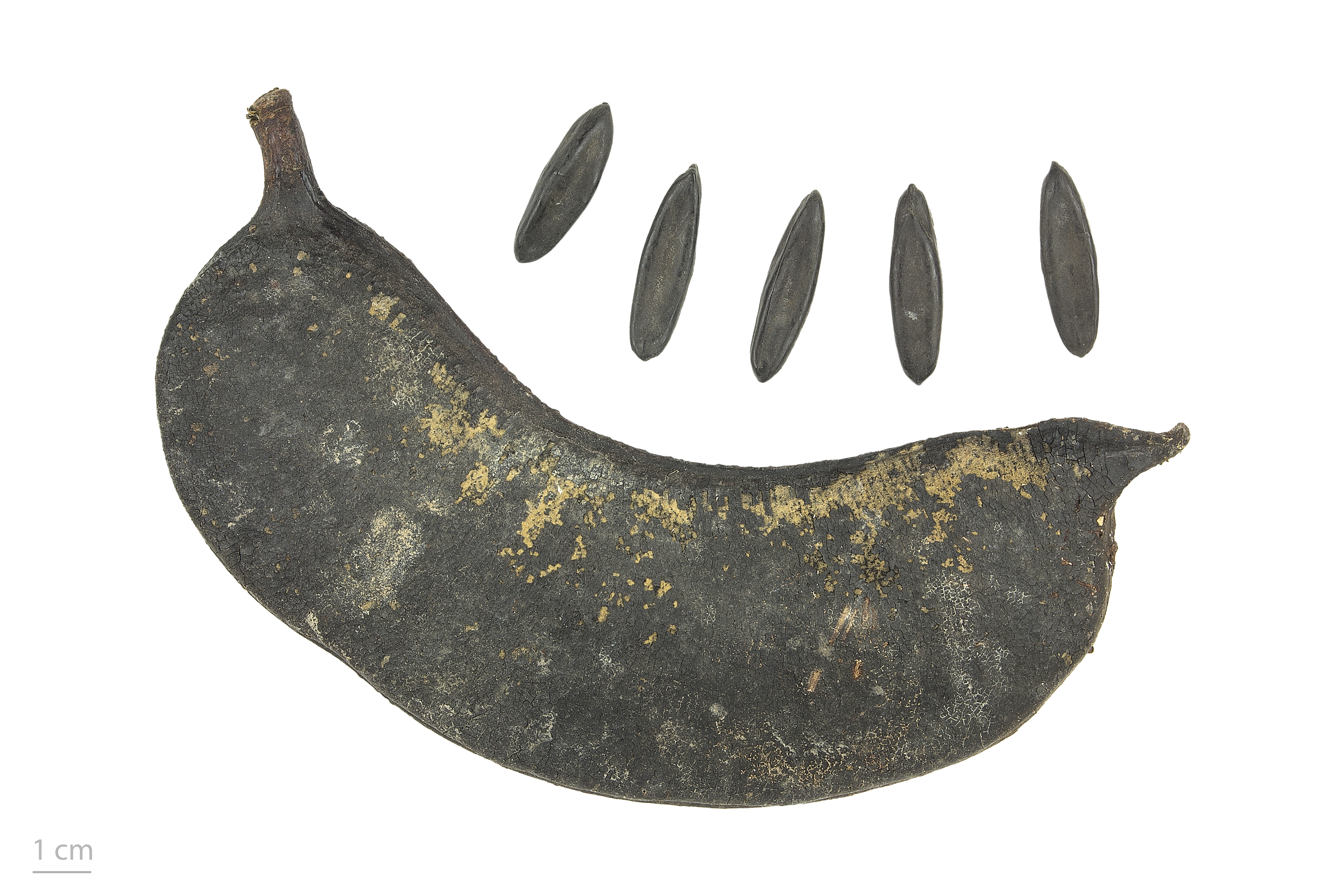
Parkia multijuga - MHNT
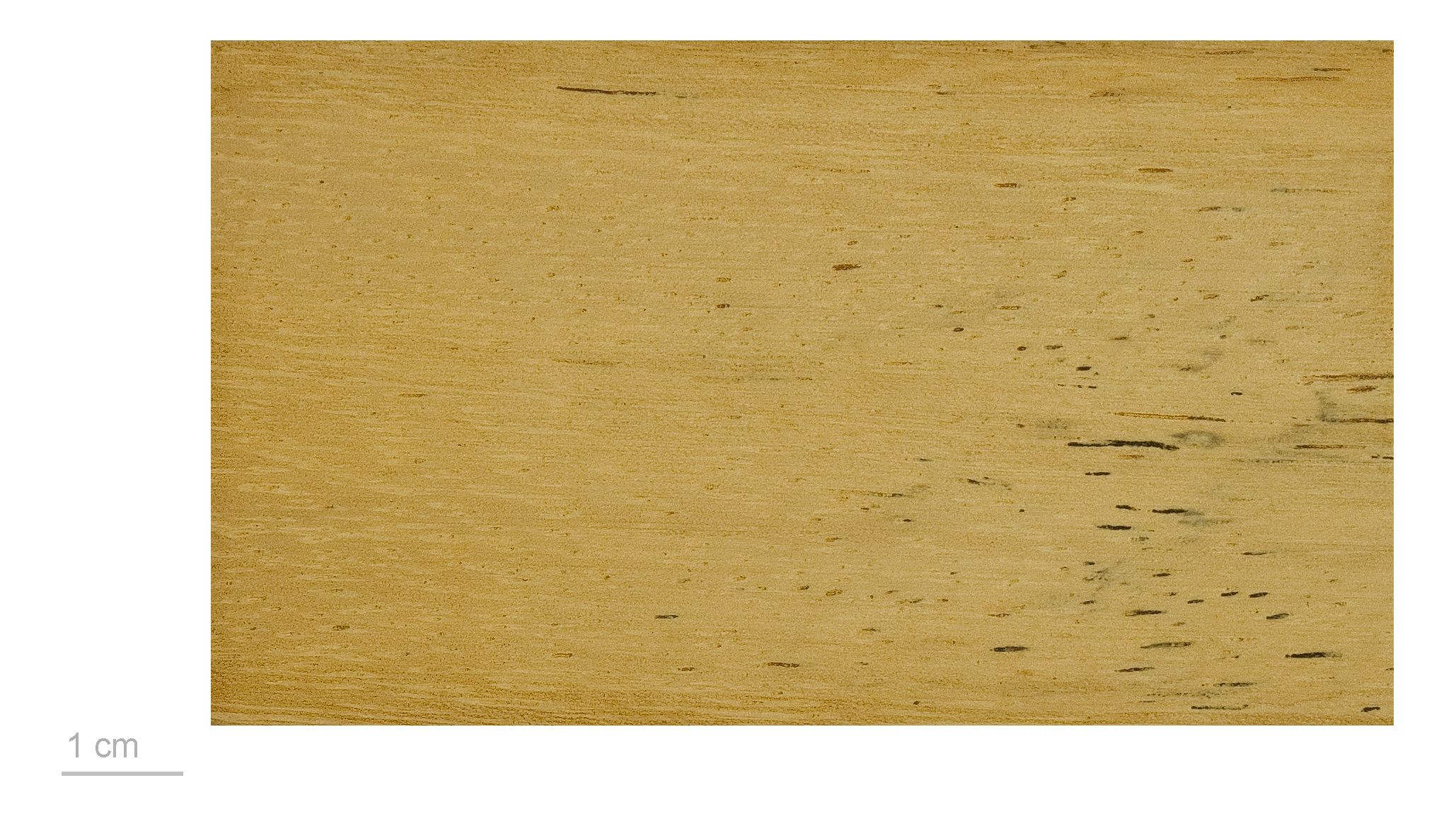
Parkia pendula - MHNT]]